# Pesta Porcina (grup musical)
Pesta Porcina (Torelló, 2003) és una banda catalana de música goregrind estil que ells mateixos anomenen com a "Rural Porc Goregrind". La temàtica de les seves lletres versa sobre matances en l'entorn rural, canibalisme, zoofília i coprofàgia. La seva trajectòria s'inicià l'any 2003 i durà fins al 2014, per retornar als escenaris l'any 2024.

## Membres
- Jofre Dalmau, baix elèctric i sintetitzadors (2003-2004), guitarra rítmica i segons veus (2003-2010, 2011-?)[3]
- Albert Llobarro, veu principal (2003-?)
- Pep Bendit, baix elèctric (2004-?)
- Carles Malson, bateria (2004-?)
- Ricard Ramiro, guitarres (2008-?)

## Discografia
- Pesta Porcina (Single), 2003
- Promo '07 (Demo), 2007
- Tots trempant!!! (EP), 2008
- Spain Kills Vol.07: Grindcore (recopilatori), participant amb la cançó "Matança del Porc", editat per Xtreem Music l'any 2008[4]
- Experimentacions septicoporcines (Split), 2009[5][6]
- Último mondo rurale (llarga durada), 2010[7]